# Jean François Gaultier
Jean François Gaultier (* 6. Oktober 1708 in La Croix-Avranchin; † 10. Juli 1756 in Quebec) war ein französischer Arzt und Naturforscher.

## Leben und Wirken
Gaultier war ein Sohn von René Gaultier und Françoise Colin. Es ist wenig über seine Jugend und Ausbildung bekannt; als gesichert gilt jedoch, dass er Medizin studierte und seit 1734/35 als Arzt in Paris praktizierte. 1741 genoss Gaultier bereits ein hohes Ansehen bei Mitgliedern der Académie royale des sciences und mit einer Empfehlung von Henri Louis Duhamel du Monceau bewarb er sich auf die Stelle des königlichen Arztes für Neufrankreich. Diese war nach dem Tode von Michel Sarrazin einige Jahre unbesetzt geblieben, um sie für dessen Sohn, der in Paris Medizin studierte, freizuhalten. Nachdem dieser jedoch 1739 verstorben war, wurde nun ein Nachfolger gesucht und Gaultiers Bewerbung war erfolgreich. Nach seiner Berufung studierte er noch für einige Zeit die Behandlung diverser Krankheiten in Paris, bevor er im April 1742 seine Stelle in Québec antrat.
Neben seiner offiziellen Stelle als königlicher Arzt für Neufrankreich arbeitete Gaultier am Hôtel-Dieu de Québec. Zudem belegte er nach seiner Ankunft Jura-Vorlesungen bei Louis-Guillaume Verrier (1690–1758), dem Staatsanwalt von Neufrankreich. Dies ermöglichte ihm seine Berufung in das Conseil supérieur im Jahr 1744 und eine Tätigkeit als Assessor. 1745 wurde Gautier zu einem korrespondierenden Mitglied der Académie royale des sciences gewählt und war dann Korrespondent für Henri Louis Duhamel du Monceau, wobei seine Beiträge von Jean-Étienne Guettard und René-Antoine Ferchault de Réaumur, zwei weiteren Akademiemitgliedern, verwendet wurden.
Als der schwedische Naturforscher Pehr Kalm 1749 auf seiner Nordamerikareise nach Québec kam, wurde er von Gaultier während seines Aufenthaltes unterstützt.
Neben seinem offiziellen Gehalt verdiente Gautier Geld mit dem Pelzhandel. Dies ermöglichte ihm ein Jahreseinkommen von mehreren tausend livres, was ihn zu einem wohlhabenden Mann machte. Am 12. März 1752 heiratete er die Witwe Madeleine-Marie-Anne (1707–1776). Er verstarb zu Beginn des nordamerikanischen siebenjährigen Kriegs in Québec, vermutlich an Typhus, der durch aus Frankreich unter dem Kommando von Louis-Joseph de Montcalm eingetroffene Truppeneinheiten eingeschleppt worden war.

## Ehrungen
Am 19. Oktober 1751 verteidigte Leonhard Johan Chenon (1732–1808) unter Carl von Linnés Vorsitz seine Dissertation mit dem Titel Nova Plantarum Genera. Diese Bestand hauptsächlich aus der Beschreibung von neuen Gattungen und Arten die Kalm von seiner Reise nach Nordamerika mitgebracht hatte. In der Dissertation wurden acht Gattungen erstmals beschrieben. Die Autorschaft der Gattung Scheinbeeren (Gaultheria, sic!) schrieb Linné Kalm zu, der sie nach Gaultier benannt hatte.

## Schriften (Auswahl)
- Observations botanico–météorologiques. Faites à Québec par M. Gaultier, pendant l’année 1743. In: Histoire de l’Académie royale des sciences. Année 1744. 1748, S. 135–155 (online).
- Observations botanico–météorologiques. Faites à Québec pendant les mois d’Octobre, Novembre & Décembre de l’année 1744, & Janvier, Février, Mars, Avril, Mai, Juin, Jullet, Août & Septembre de l’année 1744. In: Histoire de l’Académie royale des sciences. Année 1745. 1749, S. 194–229 (online).
- Observations botanico–météorologiques. Faites à Québec pendant les mois d’Octobre, Novembre & Décembre 1744, & les mois de Janvier, Février, Mars, Avril, Mai 1745. In: Histoire de l’Académie royale des sciences. Année 1746. 1751, S. 88–97 (online).
- Observations botanico–météorologiques. Faites en Canada, par M. Gaultier, Médecin du Roi, Conseiller au Conseil Supérieur de Québec, & Correspondant de l’Académie. In: Histoire de l’Académie royale des sciences. Année 1747. 1752, S. 466–488 (online).
- Extrait des observations botanico-météorologiques. Faites à Québec pendant l’année 1749, par M. Gautier, Médecin du Roi en Canada. In: Histoire de l’Académie royale des sciences. Année 1750. 1754, S. 309–310 (online).
- Histoire du sucre d’érable. In: Mémoires de mathématique et de physique présentés à l’Académie royale des sciences, par divers sçavans, & lûs dans les assemblées. Band 2, Paris 1755, S. 378–392 (online).
- Maniere de retirer le suc résineux du pin, et d’en faire le brai-sec et la résine jaune suivant les pratiques qu’on suit au Canada. In: Henri Louis Duhamel du Monceau: Traité des arbres et arbustes qui se cultivent en France en pleine terre. Band 2, Paris 1755, S. 141–146 (online).